# Гемартроз
Гемартро́з (від грец. haima—кров та грец. arthron—суглоб та закінчення грец. osis)— крововилив у порожнину суглоба, виникає через травму суглоба та при деяких захворюваннях, пов'язаних з порушенням системи згортання крові. В англомовній літературі використовують термін англ. hemarthrosis. Ліпогемартроз — наявність жиру і крові в порожнині суглоба, ознака внутрішньосуглобового перелома (жир потрапляє в кров з кісткового мозку).

## Етіологія
Багато захворювань і розладів можуть проявлятися гемартрозом. Однак класифікація зазвичай включає травматичний, нетравматичний та післяопераційний гемартроз. Травматичне пошкодження є найчастішою причиною гемартрозу.
Причиною виникнення гемартрозу є:
- відкрита або закрита травма суглоба (забитя, розтягнення зв'язок, вивихи, пошкодження тканин суглоба — внутрішньосуглобові переломи, розриви капсули, зв'язок та інші);[1]
- захворювання системи згортання крові[1], спадкові (наприклад гемофілії;[1][3]) та набуті (прогресуюче захворювання печінки або нирок, дефіцит вітаміну К, дисеміноване внутрішньосудинне згортання крові)[3]
- авітамінози, наприклад цинга;[1]
- стан після операції на суглобі;[1] післяопераційний рецидивуючий гемартроз часто асоціюється з тотальним ендопротезуванням колінного суглоба, а також описується як рідкісне ускладнення після артроскопії;[3]
- застосування антикоагулянтів (наприклад варфарину);[3]

Інші більш рідкісні причини нетравматичного гемартрозу включають:
- Неврологічні: рефлекторна симпатична дистрофія, діабетична нейропатична артропатія;[3]
- Інфекційні: септичний бактеріальний артрит;[3]
- Судинні: дефіцит вітаміну С, розрив аневризми периферичних артерій, остеоартрит (дегенеративні розриви периферичних артерій, пов'язаних із заднім рогом бічного меніска);[3]
- Новоутворення: доброякісні синовіальні гемангіоми, пігментний виллонодулярний синовіт або будь-яка злоякісна пухлина, яка виникає поблизу порожнини суглоба або метастатична;[3]

Важливо враховувати, що навіть незначна травма може спричинити гемартроз.
Точна поширеність гемартрозу серед хворих на гемофілію невідома; однак є повідомлення про те, що приблизно у 50 % протягом життя розвивається гемартроз.

## Патогенез
Кількість крові в суглобі залежить від характеру пошкодження суглобових елементів і коливається у широких межах. Найбільше скупчення крові спостерігається у колінному суглобі внаслідок особливостей його будови. Синовіальна оболонка при гемартрозі просочується кров'ю, товстіщає, стає набряклою і гостро реагує гіперсекрецією синовіальної рідини. Кров, якщо цілісність капсули суглоба збережена і відсутні внутрішньосуглобові переломи, змішується з синовіальною рідиною, яка має фібринолітичні властивості, і довго не згортається. Розвивається картина серозного запалення, і рідина у порожнині суглоба має серозно-геморагічний характер. Кров, яка не згорнулася при гемартрозі, всмоктується у лімфатичні шляхи, а її формені елементи завдяки фагоцитозу розсмоктуються. Частина фібрину крові осідає на хрящові поверхні, внутрішньосуглобові струкутри та синовіальну оболонку та організується (заміщуються грануляційною та сполучною тканиною). При більш тяжких ушкодженнях може наступити згортання крові, у синовіальній оболонці виникають рубцеві зміни, порушується складний механізм утворення синовіальної рідини та її всмоктування, функція суглоба частково порушується.
При відкритих та проникаючих ушкодженнях суглобів у разі приєднання інфекційних ускладнень гемартроз сприяє розвитку гнійного артриту або остеоартриту. При гемофілії гемартоз, що часто повторюється, може призвести до тяжких дегенеративних змін усіх суглобових елементів.

## Клінічні прояви
У суглобі відзначається болючість, яка тим більше виражена, чим швидше накопичується в порожнині суглоба кров. Під час рухів у суглобі біль посилюється. При значному гемартрозі функція суглоба обмежена, відбуваються спастичні скорочення м'язів. Суглоб швидко збільшується в розмірі, контури його згладжуються. У суглобі визначається зиблення, а при пошкодженні колінного суглоба — також симптом балотування надколінка (від фр. ballotter—коливатися, хитатися). Нерідко протягом кількох днів спостерігається підвищення температури тіла, іноді до 38 °C і вище.

## Діагностика

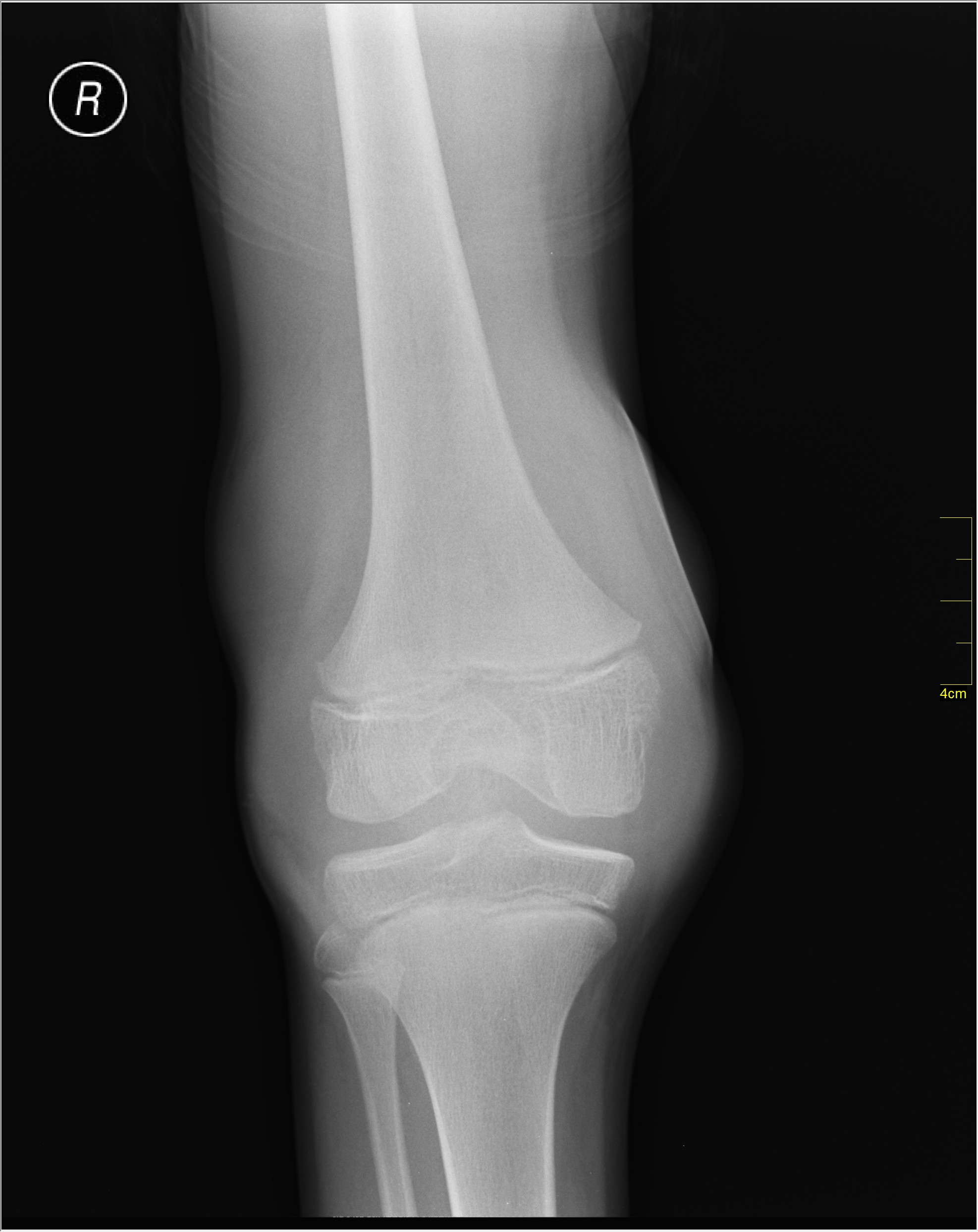
Рентгенограма колінного суглоба в прямій проекції з ознаками гематрозу у дитини з гемофілією

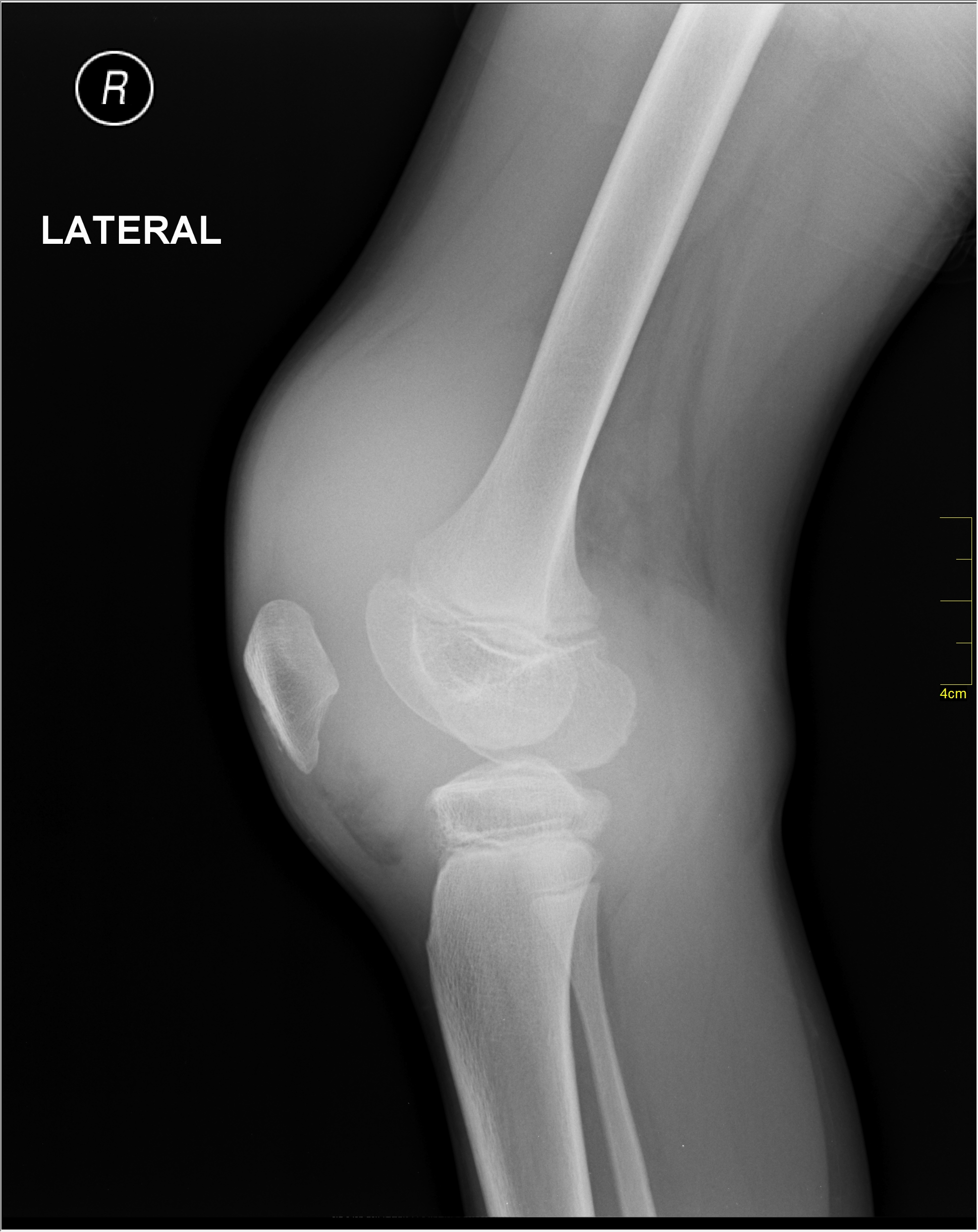
Рентгенограма колінного суглоба в бічній проекції з ознаками гематрозу у дитини з гемофілією

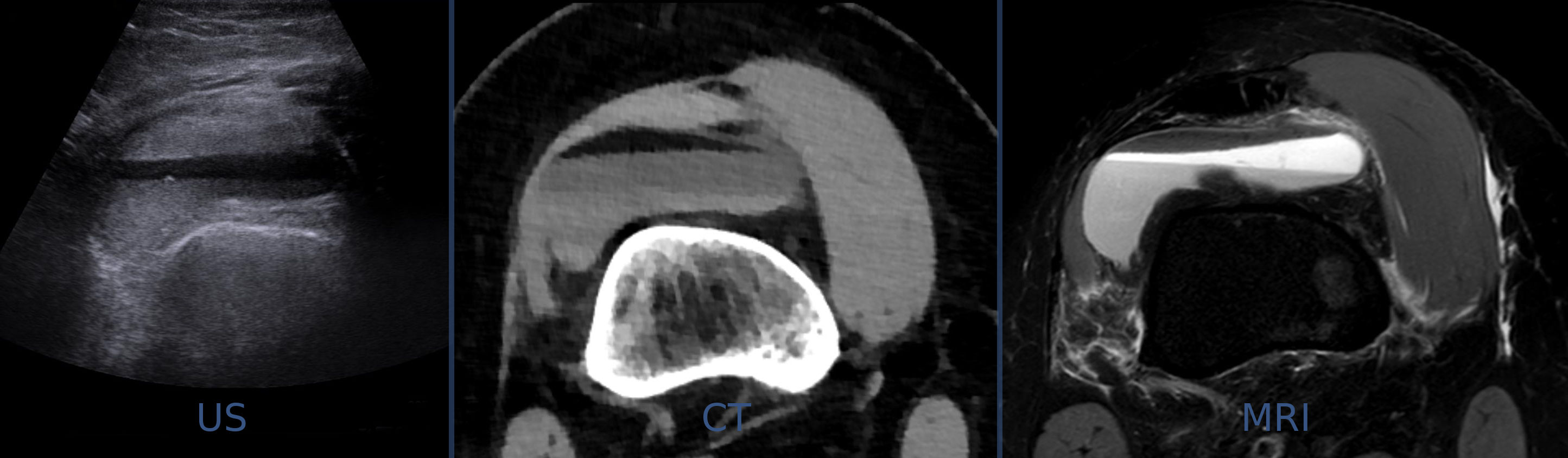
Ознаки гематрозу на УЗД, КТ та МРТ

У більшості пацієнтів, особливо без попереднього зниження неврологічної чутливості або порушень згортання крові, травматичний інцидент відомий пацієнту, і причина гемартрозу тоді може бути вияснена з анамнезу.
Певні місця та типи травм несуть більшу загрозу розвитку гемартрозу. Внутрішньосуглобові переломи ліктьового суглоба, в тому числі головки променевої кістки, асоціюються з гемартрозом. Коліно є частим місцем гемартрозу, при цьому найпоширенішим механізмом є примусове скручування навантаженого суглоба. Більшість цих посттравматичних гемартрозів спричинені пошкодженням зв'язок і менісків.
При підозрі на гемартроз якнашвидше показана пункція суглоба. Наявність крові в пунктаті підтверджує діагноз, а плаваючі краплі жиру в крові, яка відстоялася, свідчать про внутрішньосуглобовий перелом. У всіх випадках гемартрозу, щоб виключити вивих та перелом, має бути зроблена рентгенограма суглоба. Якщо виявлено ліпогемартроз коліна, слід підозрювати за порядком ймовірності: перелом плато великогомілкової кістки (переломи бічного плато, часто пов'язані з пошкодженнями передньої хрестоподібної зв'язки і медіальної колатеральної зв'язки), відрив гребня великогомілкової кістки (точка переднього прикріплення передньої хрестоподібної зв'язки і частіше зустрічається у дітей, які мають жорсткіші зв'язки ніж кістки) і перелом виростка стегнової кістки (однак, рідко, пов'язаний із пошкодженням підколінної артерії та малогомілкового нерва).
Синовіальна рідина при гемартрозі може виглядати червоною, рожевою або коричневою залежно від причини кровотечі. Аспірація суглоба і подальший аналіз дозволяють диференціювати простий випіт, гемартроз, ліпогемартроз і септичний артрит. Артроцентез також може дати значне полегшення болю для пацієнта. При справжньому гемартрозі, як правило, пунктат не згортається через фібриноліз, порівняно з кривавим аспіратом після травматичної аспірації, який коагулює.
| Тип                                                                       | Лейкоцити (WBC) (на мм3) | % нейтрофілів | В'язкість | Зовнішній вигляд |
| ------------------------------------------------------------------------- | ------------------------ | ------------- | --------- | ---------------- |
| Нормальний                                                                | <200                     | 0             | Висока    | Прозорий         |
| Остеоартроз                                                               | <5000                    | <25           | Висока    | Прозорий жовтий  |
| Травма                                                                    | <10 000                  | <50           | Перемінна | Кривавий         |
| Запальний                                                                 | 2 000–50 000             | 50–80         | Низька    | Мутний жовтий    |
| Септичний артрит                                                          | >50 000                  | >75           | Низька    | Мутний жовтий    |
| Гонорея                                                                   | ~10 000                  | 60            | Низька    | Мутний жовтий    |
| Туберкульоз                                                               | ~20 000                  | 70            | Низька    | Мутний жовтий    |
| Запальний тип: артрит, подагра, ревматоїдний артрит, ревматична лихоманка |                          |               |           |                  |

Виявлення подвійного рівня рідини (розшарування жиру, крові та сироватки) є специфічним для ліпогемартрозу, і його можна побачити на УЗД, КТ або МРТ. Сонографічне виявлення ліпогемартрозу може бути використано як чутливий додатковий маркер внутрішньосуглобового перелому.
Якщо перелом не видно не видно на рентгенограмах, але є серйозна підозра, необхідне додаткове обстеження за допомогою КТ.
При пошкодженні колінного суглоба необхідно виключити пошкодження менісків, а також хрестоподібних та бічних зв'язок. Для цього виконують МРТ дослідження колінного суглоба.
Ультразвукове дослідження (УЗД) у відповідних стаціонарних умовах може допомогти виявити та схарактеризувати накопичення внутрішньосуглобової рідини.
Для гемартрозі при гемофілії характерними є анамнез — повторні гемартрози при незначній травмі, наявність спастичних скорочень м'язів тощо. Якщо гемартроз виникає спонтанно або після мінімальної травми, слід запідозрити порушення згортання крові, таке як-от гемофілія.

## Лікування
Лікування гемартрозу включає заходи проти безпосередньо гострого гемартроза, а також спеціальні методи лікування, спрямовані на усунення основної причини гемартрозу. Початкове лікування будь-якого гострого гемартрозу включає іммобілізацію, лід і компресію суглоба. Знеболювання може знадобитися в гострому періоді, особливо для проведення рентгенологічного дослідження.
Артроцентез з аспірацією із суглоба може бути як діагностичним, так і терапевтичним, тому що дає зниження тиску випоту.
Особливу увагу слід приділяти хворим на гемофілію з гострим гемартрозом. Специфічний для гемофілії фактор згортання крові слід вводити негайно при перших ознаках кровотечі в суглобі (включаючи фазу продромальної скутості або поколювання перед болем і набряком), в ідеалі, протягом 2 годин після виявлення кровотечі. Артроцентез не є необхідним для діагностики гемартрозу у пацієнтів з відомою гемофілією; однак, якщо артроцентез вважається необхідним для виключення септичного процесу у суглобі або для зниження тиску від накопиченої крові, його слід виконувати лише після інфузії фактора згортання.

## Прогноз
Гострий набряк і біль, спричинений гемартрозом, при належному лікуванні, включаючи артроцентез за показаннями, можна значно зменшити протягом кількох днів. Однак для повного одужання може знадобитися кілька тижнів. Якщо гемартроз був спричинений внутрішньосуглобовим переломом або значним ушкодженням м'яких тканин, в такому випадку може бути необхідна хірургічна або ортопедична операція. Після усунення гемартрозу показана реабілітаційна програма для збільшення обсягу рухів, навантаження та стабільності суглобів. Фізіотерапевт з досвідом лікування гемофілії ідеально підходить для цієї конкретної групи пацієнтів.

## Ускладнення
Важкий або рецидивуючий гемартроз може призвести до руйнування внутрішньосуглобового хряща та дегенеративного артриту. Токсична дія крові викликає внутрішньосуглобове пошкодження, що призводить до синовіальної гіпертрофії та фіброзу. У хворих на гемофілію ці суглоби, які зазнають хронічних запальних змін через повторювані напади гемартрозу, називаються «суглобами-мішенями». Повторні або тривалі напади можуть призвести до хронічної інвалідизуючої артропатії через внутрішній розлад суглоба та порушення його рухливості. Хронічна артропатія вражає приблизно 20 % хворих на гемофілію. Рецидиву гемартрозів у хворих на гемофілію можна запобігти за допомогою профілактичних факторів згортання крові.